# Serra da Estrela (subregione)
La Serra da Estrela è una subregione statistica del Portogallo, parte della regione Centro, che comprende parte del distretto di Guarda. Confina a nord col Dão-Lafões, ad est con la Beira Interna Nord, a sud con la Cova da Beira e ad ovest con il Pinhal Interno Nord.

## Suddivisioni
Comprende 3 comuni:
- Fornos de Algodres
- Gouveia
- Seia